# Comoriência
O fenômeno jurídico da comoriência ocorre quando duas ou mais pessoas morrem ao mesmo tempo e quando não é possível concluir qual delas morreu primeiro, razão pela qual o direito trata como se elas tivessem morrido no mesmo instante.
O fato tem especial interesse no Direito das Sucessões — parte do direito que dispõe sobre as regras aplicáveis ao destino do patrimônio das pessoas falecidas —, uma vez que, havendo o falecimento do autor da herança, os seus bens são imediatamente transmitidos aos herdeiros. Assim, é imprescindível a identificação correta do momento da morte dos envolvidos, sobretudo se herdeiros recíprocos, pois, se um herdeiro faleceu frações de segundo depois do autor da herança ou ao mesmo tempo, poderá ele ter herdado ou não os bens.
No primeiro caso — morrendo logo em seguida ao autor da herança e não havendo, portanto, comoriência, este chegaria a herdar para logo em seguida também transmitir esses mesmos bens a seus herdeiros por conta de seu falecimento. No segundo caso — morrendo no mesmo momento, ou não sendo possível especificar o momento do falecimento —, ele não herdaria, pois não estava vivo quando do óbito do autor da herança, o que faria com que essa herança fosse destinada a outro herdeiro, conforme a ordem da vocação hereditária — ordem estabelecida pela lei quanto à preferência para herdar, segundo a qual os primeiros relacionados, se ainda vivos, não deserdados e tendo aceitado a herança, excluem os demais.

## Caracterização
Quando a comoriência ocorre por não ser possível identificar o momento da morte dos envolvidos, presume-se que faleceram ao mesmo tempo, por presunção legal de comoriência.

## No Brasil
É prevista no art. 8º do Código Civil Brasileiro de 2002:
"Se dois ou mais indivíduos falecerem na mesma ocasião, não se podendo averiguar se algum dos comorientes precedeu aos outros, presumir-se-ão simultaneamente mortos".

## Em Portugal
É prevista no artigo 68º, n.° 2, do Código Civil Português de 1966:
"Quando certo efeito jurídico depender da sobrevivência de uma a outra pessoa, presume-se, em caso de dúvida, que uma e outra faleceram ao mesmo tempo.".
1. ↑  «Código Civil Brasileiro». 2002. Consultado em 15 de setembro de 2019
2. ↑  «Código Civil Português». 1966. Consultado em 15 de setembro de 2019